# Кривци
 Тази статия е за дебърското село в Северна Македония.  За гревенското село в Гърция, чието име до 1927 година е Кривци, вижте Кивотос.  
Кривци (на македонска литературна норма: Кривци; на албански: Krivca) е село в Северна Македония, в община Дебър.

## География
Селото е разположено в областта Горни Дебър в югозападните склонове на планината Дешат.

## История
Името Кривци идва от прилагателното крив, вероятно свързано с някаква характеристика на жителите от типа на „криво работят“. Село със същото име Кривци има в Южно Гревенско - днес Кивотос.
В Слепченския поменик от втората половина на XVI век селото е споменато като Кривчин, а в Бигорския поменик като Кривцы.
В XIX век Кривци е смесено българо-албанско село в Дебърска каза на Османската империя. В „Етнография на вилаетите Адрианопол, Монастир и Салоника“, издадена в Константинопол в 1878 година и отразяваща статистиката на населението от 1873 година, Кривци (Crivtzi) е посочено като село с 60 домакинства, като жителите му са 95 помаци и 104 българи.
Според статистиката на Васил Кънчов („Македония. Етнография и статистика“) в 1900 година Кривци има 80 жители българи християни и 250 арнаути мохамедани.
На Етнографската карта на Битолския вилает на Картографския институт в София от 1901 година Кривци е смесено село българи, помаци, албанци и турци в Дебърската каза на Дебърския санджак с 56 къщи.
Цялото християнско население на селото е под върховенството на Българската екзархия. Според секретаря на екзархията Димитър Мишев („La Macédoine et sa Population Chrétienne“) в 1905 година в Кривди има 48 българи екзархисти.
През 1906 година, при сражение на османска войска с разбунтували се арнаути, привърженици на Шакир бег Егеноски, джамията в селото е резрушена.
Според статистика на вестник „Дебърски глас“ в 1911 година в Кривци има 3 български екзархийски и 45 албански мюсюлмански къщи.
При избухването на Балканската война трима души от Кривци са доброволци в Македоно-одринското опълчение.
В 1915 година, по време на Първата световна война, селото е анексирано от Царство България. Към 1 март 1916 година Кривци е част от Банищката община на българската Дебърска околия.
Според преброяването от 2002 година селото има 9 жители албанци.
| Националност | Всичко |
| македонци    | 0      |
| албанци      | 9      |
| турци        | 0      |
| роми         | 0      |
| власи        | 0      |
| сърби        | 0      |
| бошняци      | 0      |
| други        | 0      |